# Pabellón Deportivo Los Planos
El Pabellón Deportivo Los Planos (conocido por Los Planos) es un pabellón polideportivo municipal de la ciudad de Teruel (España) inaugurado en 1998. Se encuentra situado y recibe el nombre de la zona de la ciudad de Teruel en la que se encuentra: Los Planos. Actualmente tiene una capacidad para 2904 personas sentadas tras el cambio de suelo del año 2020 y la posterior instalación de gradas extensibles en 2024. El complejo tuvo que ser reformado en el año 2010 para poder albergar la CEV Champions League.
El Club Voleibol Teruel de voleibol disputa sus partidos en este polideportivo. Aquí se ha jugado competiciones como la CEV Champions League, Copa CEV, Challenge Cup, Supercopa de España o Copa del Rey. Además de diversos compromisos internacionales de la Selección española.
Su construcción supuso duplicar la capacidad para el desarrollo de los deportes que utilizan una cancha completa como el fútbol sala, así como también triplicar la oferta de pistas transversales puesto que también cuenta con tres pistas transversales. Así mismo, esta instalación disponía de varias salas dispersas por la misma, y con el tiempo varias de ellas fueron transformadas para poderlas utilizar en otras disciplinas, y fruto de esto se creó una sala de tiro de aire comprimido, otra sala de tiro con arco, otra sala se habilitó para hacer esgrima y artes marciales, otra para judo y yoga, otra multiusos y, por último, se instaló en una pared lateral un rocódromo.